# Dżamcyn Dawaadżaw
Dżamcyn Dawaadżaw (mong. Жамцын Даваажав; ur. w 1952 w somonie Teszig, zm. w  2000) – mongolski zapaśnik walczący w obu stylach. Dwukrotny olimpijczyk. Walczył w wadze półśredniej (74 kg). Srebrny medalista z Moskwy 1980 w stylu wolnym. Odpadł w eliminacjach turnieju w Montrealu 1976 w stylu klasycznym. Z zawodu trener fitness.
Zajął czwarte miejsce na mistrzostwach świata w 1977 i 1979. Zdobył brązowy medal na igrzyskach azjatyckich w 1978. Drugie miejsce w Pucharze Świata w 1981. Trzeci na Uniwersjadzie w 1977. Brązowy medalista MŚ juniorów w 1975 roku.
Ośmiokrotny mistrz Mongolii.
- Turniej w Montrealu 1976

Przegrał pierwszy pojedynek z Japończykiem Yasuo Nagatomo i odpadł z turnieju.
- Turniej w Moskwie 1980

Kolejno pokonał Kameruńczyka Isaie Tonye, Ibrahima Jumę z Iraku, Rumuna Marina Pârcălabu i Włocha Riccardo Niccoliniego. Przegrał przez pasywność z zawodnikiem ZSRR, Pawłem Piniginem. Następnie zwyciężył Dana Karabina z Czechosłowacji, aby w walce o złoty medal ulec Walentinowi Rajczewowi z Bułgarii